# 稲沢市立稲沢西小学校
稲沢市立稲沢西小学校（いなざわしりついなざわにししょうがっこう）は、愛知県稲沢市稲葉にある公立小学校。

## 概要
- 稲沢市中心部の小学校の一つである。

## 沿革
- 1907年（明治40年）1月1日 - 稲沢尋常小学校として開校。
- 1909年（明治42年）2月1日 - 稲沢西尋常小学校に改称する。
- 1941年（昭和16年）4月1日 - 稲沢西国民学校に改称する。
- 1947年（昭和22年）4月1日 - 稲沢町立稲沢西小学校に改称する。
- 1957年（昭和32年）2月15日 - 創立五〇周年記念式を行う。
- 1958年（昭和33年）11月1日 - 稲沢町が市制施行し、稲沢市となる。同時に稲沢市立稲沢西小学校に改称する。
- 1959年（昭和34年）3月18日 - 新校舎（鉄筋コンクリート造）が完成する。
- 1963年（昭和38年）9月4日 - 校舎（鉄筋コンクリート造）を増築する。
- 1971年（昭和46年）3月12日 - 体育館が完成する。
- 1972年（昭和47年）6月30日 - 校舎（北校舎・鉄筋コンクリート造）が完成する。
- 1973年（昭和48年）4月1日 - 稲沢市立大塚小学校を分離する。
- 1978年（昭和53年）4月1日 - 稲沢市立稲沢北小学校を分離する。
- 1979年（昭和54年）4月1日 - 稲沢市立高御堂小学校を分離する。
- 1979年（昭和54年）8月22日 - プールが完成する。
- 1979年（昭和54年）
  - 3月31日 - 西館が完成する。
  - 10月1日 - 体育館が完成する。
- 2013年（平成25年） - 新体育館が完成する。
- 2015年（平成27年） - 新校舎（南館）が完成する。
- 2016年（平成28年） - 新校舎が全て完成する。

## 通学区域
- 稲沢町（下田、前田）、西町2丁目、西町3丁目、桜木宮前町、桜木1丁目の一部、桜木2丁目、重本1丁目、重本2丁目、重本3丁目、重本4丁目、横地町、横地1丁目、横地2丁目、横地3丁目、横地4丁目、横地5丁目、横地6丁目、小寺町1丁目、小寺町2丁目、小寺町3丁目、平野町、平野町1丁目、平野町2丁目、平野町3丁目、平野町4丁目、平野町5丁目、平野町6丁目、池部町1丁目、池部町2丁目、池部町3丁目、大塚町（神明海道、塚畑）、稲葉2丁目、稲葉3丁目、稲葉4丁目、稲葉5丁目、小沢2丁目の一部、小沢3丁目、小沢4丁目、前田1丁目の一部、高御堂1丁目の一部、松下2丁目の一部、朝府町の一部、船橋町（西尾張中央道以東）[1]。

## 進学先中学校
- 稲沢市立稲沢西中学校

## 交通アクセス
- 名鉄名古屋本線国府宮駅下車、徒歩約20分。
- 名鉄バス稲沢中央線（1系統・2系統）「稲沢町前田」バス停より徒歩約3分。

## 著名な出身者
- 野々部尚昭 - 政治家、稲沢市議会議員、全国若手市議会議員の会第13代会長